# 大竹镇 (万源市)
大竹镇，是中华人民共和国四川省达州市万源市下辖的一个乡镇级行政单位。2020年6月，撤销庙坡乡，将其所属行政区域划归大竹镇管辖。

## 行政区划
大竹镇下辖以下地区：
油房社区、莲花社区、麻园子村、石岭子村、庙梁村、钟楼坪村、仙鹤坝村、万家岭村、荆竹园村、染房村、朱溪沟村、土垭子村、月台坝村、马家湾村、书房村、太保寺村、竹园村、东沟湾村、白洋溪村和火烧湾村。